# Martania taiwana
Martania taiwana es una especie de polilla del género Martania, de la familia Geometridae. Fue descrita por primera vez por Wileman.Se encuentra, principalmente, en la isla de Taiwán.
La envergadura de sus alas es de entre 17-21 mm.